# Minh Quang, Tuyên Quang
Minh Quang là một xã thuộc tỉnh Tuyên Quang, Việt Nam.

## Địa lý
Xã Minh Quang nằm ở phía nam huyện Lâm Bình, có vị trí địa lý:
- Phía đông giáp xã Phúc Sơn
- Phía tây giáp xã Hồng Quang
- Phía nam giáp huyện Chiêm Hóa
- Phía bắc giáp xã Thổ Bình.

Xã có diện tích 41,67 km², dân số năm 2020 là 6.757 người, mật độ dân số đạt 162 người/km².

## Lịch sử
Trước đây, xã Minh Quang thuộc huyện Chiêm Hóa, được thành lập vào ngày 21 tháng 4 năm 1969 trên cơ sở sáp nhập toàn bộ diện tích và dân số của hai xã Minh Đức và Quang Ngọc.
Ngày 27 tháng 4 năm 2021, Ủy ban Thường vụ Quốc hội ban hành Nghị quyết số 1262/NQ-UBTVQH14 (nghị quyết có hiệu lực từ ngày 1 tháng 7 năm 2021). Theo đó, chuyển toàn bộ diện tích và dân số của xã Minh Quang về huyện Lâm Bình quản lý.